# Sandro Beer
Sandro Beer (* 8. März 1977 in Wien) ist ein österreichischer Politiker (SPÖ). Seit dem 21. November 2024 ist er Mitglied des Bundesrates.

## Leben
Sandro Beer ist verheiratet.

### Ausbildung und Beruf
Er besuchte die Volksschule in der Zieglergasse, danach die Neue Mittelschule Neubau und anschließend die Bundesfachschule Kalvarienberg für Wirtschaft und Soziales. Im Jahr 1992 begann er bei der Österreichischen Post als Praktikant und wurde 1995 Mitarbeiter bei Distribution und Logistik ebendort. Nach der Leistung des Präsenzdiensts schloss er seine Ausbildung 2010 bis 2011 an der Sozialakademie ab. Ab 2011 arbeitete er bei der Gewerkschaft der Post- und Fernmeldebediensteten als Sekretär, 2018 wurde er Landesgeschäftsführer der Fraktion Sozialdemokratischer Gewerkschafter (FSG) in Wien und 2019 Geschäftsführer der FSG Veranstaltungs GmbH.

### Politik
Bereits 2003 wurde er Personalvertreter bei der Österreichische Post AG, im Jahr 2011 Bezirksrat in Wien-Mariahilf.
Im Bundesrat rückte er für Sascha Obrecht nach, der in den Landtag wechselte.